# نادي حطين (فلسطين)
نادي حطين الرياضي  أحد أعرق الأندية الفلسطينية ومقره مدينة نابلس.
تأسس النادي عام 1959 م في مدينة نابلس، ولكن نشاطه توقف لفترات طويلة بسبب الظروف التي سادت فلسطين أثناء الانتداب البريطاني وبسبب النكسة والانتفاضة الفلسطينية الأولى.

## تاريخ النادي
انبثقت فكرة إنشاء نادي مجموعة كشافة حطين من بعض الشباب المنتمي لمدينة نابلس فأصدرت جمعية الكشافة والمرشدات الأردنية ترخيصا لها بتاريخ 18 تشرين الأول 1959 يسمح بموجبه مزاولة العمل الكشفي.
شاركت كشافة حطين في تجمعات عربية وعالمية في الجزائر والأردن ومصر وليبيا وتونس واليونان، كما وصلت فرقة الكشافة إلى الأردن وسوريا ولبنان وشمال إفريقيا واسبانيا وتركيا وفرنسا وألمانيا على طريقة الاوتوستوب. 

## أعضاء الهيئة التأسيسية التاريخية عام 1959م
1. عمر شويكة
2. شوكت لبادة
3. عرسان إبراهيم
4. محمود المصري
5. عقيل فطاير

## الهيئة الإدارية الحالية
| الاسم         | الصفة الإدارية              |
| ------------- | --------------------------- |
| احمد ابو صفيه | الرئيس                      |
| وضاح العيسوي  | نائب الرئيس                 |
| شريف منى      | أمين السر                   |
| هيثم قنعير    | أمين الصندوق                |
| جمال جودالله  | الدائرة الرياضية            |
| رضوان الوني   | نائب الدائرة الرياضية       |
| جهاد استيتية  | العلاقات العامة             |
| سامر محروم    | النشاطات الشبابية والثقافيه |
| محمد يونس     | المنشأت الرياضية            |

## رؤساء نادي حطين
قائمة رؤساء النادي على مر التاريخ منذ 1959
| رقم | الإسم            | من   | إلى      |
| --- | ---------------- | ---- | -------- |
| 1   | عمر شويكة        | 1955 | 1956     |
| 2   | هاني جبر اسماعيل | 1999 | 2003     |
| 3   | حمزة الحنبلي     | 2006 | 2011     |
| 4   | صادق كنعان       | 2010 | 2015     |
| 6   | حمزة الحنبلي     | 2017 | حتى الآن |

## إنجازات النادي

### كرة القدم
- الدوري الفلسطيني لكرة القدم:
  - وصيف موسم: 1983

### كرة السلة
- بطولة كأس فلسطين:
  - وصيف مواسم: 2008
- بطولة الضفة الغربية :( 1 )
  - مواسم: 1998
- بطولة الدوري لمنطقة نابلس : ( 1 )
  - مواسم: 1969
- بطولة حطين الرمضانية :( 6 )
  - مواسم: 1987 ، 1992، 1996، 2000، 2005، 2007
- بطولة التضامن للشباب :( 2 )
  - مواسم: 2005، 2006
- بطولة التضامن للناشئين :( 1 )
  - مواسم: 2005
- بطولة عنبتا الصيفية :( 1 )
  - مواسم: 1998
- بطولة الشهيد صلاح خلف : ( 1 )
  - مواسم: 2000
- بطولة شهداء فلسطين :( 1 )
  - مواسم: 2000

## لاعبو فريق كرة القدم الأول للموسم 2021/2020
| الرقم | الجنسية     | المركز | اللاعب         |
| ----- | ----------- | ------ | -------------- |
| 1     | دولة فلسطين | حارس   | اسلام الشمايلي |
|       | دولة فلسطين | حارس   | خالد أبو هنود  |
| 2     | دولة فلسطين | مدافع  | محمد حليحل     |
|       | دولة فلسطين | مدافع  | عميد حليحل     |
| 3     | دولة فلسطين | مدافع  | عنان الزاغة    |
| 6     | دولة فلسطين | مدافع  | عبد قمحية      |
| 8     | دولة فلسطين | مدافع  | محمد حمو       |
| 77    | دولة فلسطين | وسط    | ضرار العكر     |
| 70    | دولة فلسطين | وسط    | سائد جادالله   |
| 30    | دولة فلسطين | وسط    | محمد ارشيد     |
| 10    | دولة فلسطين | وسط    | صهيب السركجي   |

| الرقم | الجنسية     | المركز | اللاعب          |
| ----- | ----------- | ------ | --------------- |
| 12    | دولة فلسطين | حارس   | مالك ابراهيم    |
| 17    | دولة فلسطين | حارس   | احمد أبو زعرور  |
| 23    | دولة فلسطين | مدافع  | عبدالله زعتر    |
| 19    | دولة فلسطين | مدافع  | ابراهيم العموري |
| 22    | دولة فلسطين | مدافع  | فراس جاموس      |
| 5     | دولة فلسطين | وسط    | اسلام خطاطبة    |
| 27    | دولة فلسطين | وسط    | [[ ]]           |
| 24    | دولة فلسطين | وسط    | [[ ]]           |
| 18    | دولة فلسطين | مهاجم  | [[]]            |
| 12    | دولة فلسطين | مهاجم  | [[]]            |
| 99    | دولة فلسطين | مهاجم  | [[]]            |

## المدربين السابقين
- عمر شويكة
- تيسير العالم
- غسان اصلان
- جمال جود الله

## أبرز النجوم تاريخيا - كرة القدم
| - محمد عثمان الأسمر - زاهي الشادوح - كمال مناع - يوسف ضمرة - عباس الحنبلي - سامح كنعان - جمال الدبيك - غسان اصلان - عزام الحافي - محمد البكار - خضر الحنبلي - حسام عوايص - جمال جود الله - أيمن الحنبلي - ناجح وهدان - محمد صبحا - يحيى العقاد - نضال الدلال - عزمي الخليلي - رباح الكببجي - وجدي عايش | - عاهد الخزندار - ساهر حسيبا - عماد عبدالحق - خالد عوايص - عماد المغربي - عمار السمحان - هيثم الخليلي - كمال جودالله - عبد الناصر ابوجميله - ماهر كعكور - ياسر صبحا - عبد الستار ابوزنط - مكارم الجوهري - محمود المصري - زاهي الصادق - عنان الحنبلي - مجدي غانم - سليم طه |